# ناحیه گموندن
ناحیه گموندن (به آلمانی: Gmunden District) یک ناحیه در اتریش است که در اوبراسترایش واقع شده‌است. ناحیه گموندن ۹۹٬۶۴۰ نفر جمعیت دارد.